# Banksia integrifolia
Banksia integrifolia és una espècie d'angiosperma de la família de les proteàcies (Proteaceae) endèmica de la costa est d'Austràlia, localitzant-se a prop del litoral, en estuaris de rius i dunes estabilitzades. És una de les espècies del gènere amb una distribució més àmplia. Es fa servir com planta ornamental i per a repoblació forestal i fixar dunes.

## Descripció
Té una forma molt variable però sovint és un arbre de més de 25 m d'alt. Normalment té un únic tronc robust, que amb freqüència està torçat i és nuós, amb l'escorça rugosa característica de les espècies del gènere Banksia. Les seves fulles de color verd fosc a la part de dalt i de color blanquinós al revers en un contrast molt evident en dies ventosos. Aquestes creixen en verticils de tres a cinc. Les fulles adultes tenen marges sencers i tenen unes dimensions de 4 a 20 cm per 6 a 35 mm. Les flors es desenvolupen en la característica espiga floral de les Banksia, una inflorescència composta de centenars de flors densament empaquetades en espiral al voltant d'un eix llenyós. Aquest és toscament cilíndric, de 10 a 12 cm per 5 cm. Les flors són usualment d'un color groc pàl·lid cap a groc, però poden ser verdoses o rosàcies en capoll.